# Massarina sanguineo-ostiolata
Massarina sanguineo-ostiolata är en svampart som beskrevs av Aptroot, J. Fröhl. & K.D. Hyde 2000. Massarina sanguineo-ostiolata ingår i släktet Massarina och familjen Massarinaceae.   Inga underarter finns listade i Catalogue of Life.